# Weight and Balance
Die Weight-and-Balance-Berechnung (deutsch Gewicht und Gleichgewicht) im Rahmen der Flugvorbereitung von Luftfahrzeugen dient der Berechnung des Ladeplanes und der Bestimmung des Schwerpunktes. Es liegt in der Verantwortung des Piloten sicherzustellen, dass das höchstzulässige Abfluggewicht eingehalten wird und die Schwerpunktlage im zulässigen Bereich ist. Die entsprechenden Begrenzungen sind in der Flugzeugdokumentation festgehalten, die Teil des Flug- und Betriebshandbuches ist.
Die Gewichts- und Schwerpunktbestimmung ist ein wesentlicher Bestandteil der Flugplanung, da
- das Flugzeuggewicht maßgeblichen Einfluss auf die benötigte Treibstoffmenge hat,
- das Gewicht ebenfalls bei der Berechnung der Startgeschwindigkeiten berücksichtigt werden muss,
- verschiedene strukturelle Belastungsgrenzen eingehalten werden müssen (z. B. MTOW, Höchstgewichte für Laderäume),
- der Schwerpunkt des Flugzeuges Einfluss auf die Einstellung des Trimmruders beim Start hat und
- der Schwerpunkt des Flugzeuges bei großen Langstreckenflugzeugen während des Fluges Einfluss auf den Treibstoffverbrauch hat.[1]

Entsprechend ist Weight and Balance auch ein Unterrichtsfach für Piloten, ein Abschnitt im Betriebshandbuch des Flugzeuges und ein wichtiges Kriterium bei Entwurf und Konstruktion von Flugzeugen. Auch bei den Fluggesellschaften gibt es im Betriebsbereich Operations (Flugbetrieb) meist eine Abteilung Weight and Balance.

## Bedeutung und Einheiten
Der englische Begriff Weight and Balance heißt auf Deutsch wörtlich Gewicht und Gleichgewicht. Es hat sich dabei nicht ganz korrekt eingebürgert, von Gewicht zu sprechen, das in Newton gemessen wird, obgleich streng genommen die Masse in Kilogramm, Tonnen oder Pfund angegeben wird. Die formal korrekte Bezeichnung ist nicht Weight and Balance, sondern Mass and Balance (deutsch wörtlich: „Masse und Gleichgewicht“). Die Bezeichnung Mass and Balance setzt sich immer mehr durch.

## Bestimmung von Leergewicht und -schwerpunkt

Bereich des Schwerpunkts

Im Rahmen der Muster- und Typzulassung erfolgt die Bestimmung von Gewicht und Schwerpunkt des leeren Flugzeuges mittels der Flugzeugwägung. Die Frequenz, zu der diese Wägung wiederholt werden muss, unterscheidet sich dabei je nach Flugzeugtyp. Bei kommerziellen Flugzeugbetreibern kann das sogenannte „Fleet Sampling“ verwendet werden. Dabei werden Gruppen baugleicher Flugzeuge gebildet, die alle innerhalb eines Gewichtskorridors liegen. Bei Verwägung eines Flugzeugs der Gruppe kann, sofern das verwogene Flugzeug nicht zu weit vom Gruppendurchschnitt abweicht, die Verwiegefrequenz aller anderen Flugzeug der Gruppe entsprechend verlängert werden. Dies verringert Ausfallzeiten von Flugzeugen und die Arbeit des Verwiegens selbst, und spart damit Kosten.

## Massenschwerpunkt und Auftriebspunkt

### Bezugspunkt

Bild 1

Die Messung der Schwerpunktlage erfolgt von einem festgelegten Bezugspunkt aus. Aus mathematischer Sicht ist es unerheblich, wo genau sich dieser definierte Bezugspunkt befindet, da er nur das Koordinatensystem festlegt. Die Position der einzelnen Kräfte wird jeweils in Relation zu diesem Bezugspunkt angegeben. Das leere Flugzeug (ohne Treibstoff, Passagiere und Fracht) hat einen genau ausgemessenen Schwerpunkt. Die einzelnen Treibstofftanks haben einen definierten Schwerpunkt, ebenso die einzelnen Frachträume und die einzelnen Sitzpositionen für Piloten und Passagiere. Im oberen Teil von Bild 1 ist der gemeinsame Bezugspunkt die Flugzeugnase, während im unteren Teil von Bild 1 eine am Flugzeug angebrachte Markierung als Bezugspunkt gilt (z. B. die Trennwand zwischen Cockpit und Passergierkabine).

### Gleichgewicht der Kräfte und Momente

Bild 2

Das Flugzeug hat aus flugmechanischen Gründen eine vorderste (blauer Pfeil) und eine hinterste (grüner Pfeil) Schwerpunktlage, die nicht überschritten werden darf (Bild 2).
Das Flugzeuggewicht setzt am Massenschwerpunkt an. Es lässt sich vor dem Flug durch die Beladung und Betankung ändern und nimmt während des Fluges durch den Treibstoffverbrauch ab. Bei den meisten großen Langstreckenflugzeugen kann das Flugzeuggewicht vom Piloten auch durch Treibstoffablassen (engl. fuel dump) reduziert oder durch Umpumpen in der Lage beeinflusst werden. Dies garantiert, dass nicht nur die Gewichts- und Auftriebskräfte, sondern auch die Drehmomente um den Schwerpunkt im Gleichgewicht bleiben.

### Abtrieb am Höhenruder

Bild 3

Flugzeuge sind so konstruiert, dass der Massenschwerpunkt (center of gravity – CG) vor dem Auftriebsschwerpunkt (center of lift – CL) liegt (siehe auch: Neutralpunkt und Druckpunkt). Zusätzlich stabilisiert eine schwache Abwärtskraft am Höhenruder die horizontale Lage der Flugzeuglängsachse (Bild 3). Der Auftrieb setzt am Auftriebspunkt der Tragflächen an. Er kann durch die Erhöhung der Fluggeschwindigkeit erhöht werden. Die Abwärtskraft am Höhenruder steuert der Pilot mit seinem Steuerhorn bzw. -knüppel. Das Höhenruder wirkt praktisch wie eine umgedrehte Tragfläche, die Auftrieb nach unten, statt nach oben erzeugt.

Bild 4

Ohne diese Abwärtskraft des Höhenruders (wenn z. B. das Höhenruder abreißt), würde das Flugzeug unweigerlich mit dem Bug nach unten nicken (Bild 4).

### Verschiebungen des Schwerpunkts

Bild 5

Wenn der Massenschwerpunkt weiter nach vorne verschoben wird, dann muss die ausbalancierende Abwärtskraft am Höhenruder entsprechend verstärkt werden, um einen Horizontalflug beizubehalten (Bild 5). Zu so einer Masseverschiebung kann es durch die Beladung des Flugzeuges kommen, durch den Treibstoffverbrauch im Flug oder durch Umpumpen des Treibstoffs zwischen verschiedenen Tanks. In Notfällen können auch die Passagiere umgesetzt werden.

Bild 6

Im umgekehrten Fall, wenn sich der Massenschwerpunkt weiter nach hinten verschiebt, wird am Höhenruder nur noch eine sehr geringe Abwärtskraft benötigt, um das Flugzeug horizontal auszubalancieren (Bild 6). Schwerpunktverschiebungen im Flug treten auch auf bei Abwurf von Fracht aus Transportmaschinen, dem Absetzen von Fallschirmspringern oder Luftlandetruppen, bei Luftbetankung oder bei Bombenabwürfen.

Bild 7

Theoretisch ist der Extremfall denkbar, dass der Massenschwerpunkt so weit nach hinten verschoben wird, dass er den Auftriebspunkt erreicht (Bild 7). In diesem Fall wird die Horizontalsteuerung (um die Querachse) des Flugzeuges sehr labil.[Beleg?] Es will dann schon wegen geringer Störungen (Turbulenzen) ständig nach oben oder unten ausbrechen. Zur Korrektur werden allerdings nur ganz schwache Kräfte am Höhenruder benötigt. Allerdings muss das Höhenruder neben Abwärtskräften auch Aufwärtskräfte erzeugen können.

Bild 8

Wird der Massenschwerpunkt so weit nach hinten verschoben, dass er hinter dem Auftriebspunkt liegt, dann muss das Höhenruder ausschließlich Auftriebskraft erzeugen, um das Flugzeug in horizontaler Position zu steuern (Bild 8). Diese Art der Konfiguration wird in der Praxis bei modernen Verkehrsflugzeugen nicht angewendet.

### Reduzierte Trimmung

Bild 9

Bei modernen Flugzeugen liegt der Schwerpunkt näher am Auftriebspunkt (Bild 9), damit weniger Höhentrimmung erforderlich ist und somit Treibstoff eingespart werden kann, denn jede Höhentrimmung (Abwärtskraft am Höhenruder) führt zum Abtrieb (oder Auftrieb) am Höhenruder. Da das Höhenruder ein aerodynamischer Tragflügel ist, erzeugt jeder Auftrieb (ob nun positiv oder negativ) auch einen zusätzlichen Luftwiderstand, den induzierten Luftwiderstand. Jeder zusätzliche Luftwiderstand erhöht den Treibstoffverbrauch und mindert somit die Wirtschaftlichkeit des Flugzeuges.

### Entenflügler

Bild 10

Eine ganz andere räumliche Beziehung zwischen Auftriebspunkt und Masseschwerpunkt und Höhenruder liegt bei Entenflüglern vor (Bild 10). Während beim konventionellen Flugzeug das Höhenleitwerk aus Gründen der Längsstabilität Abtrieb erzeugen muss, erzeugt es beim Canard-Flugzeug Auftrieb.

## Kleinflugzeuge
Anhand des Beladeplanes und des Trimplanes muss der Pilot sicherstellen, dass die maximale Flugmasse nicht überschritten wird und das Flugzeug richtig beladen wird. Der Masseschwerpunkt des beladenen Flugzeuges muss innerhalb der vorgegebenen maximalen hinteren und vorderen Schwerpunktlage liegen.
Zu Berechnung verwendet der Pilot Tabellen, die er dem Flug- und Betriebshandbuch entnimmt. Auch die Verwendung von grafischen Hilfsmitteln (Diagrammen) ist gebräuchlich. Diese Arbeit wird auch oft mit Hilfe eines Computerprogramms erledigt.
Der Schwerpunkt des startbereiten Flugzeuges (CG) muss innerhalb eines vorgeschriebenen Bereiches liegen.

### Referenzpunkt
Gemessen wird von einem vorgegebenen Bezugspunkt (engl. reference datum oder zero reference datum), der deutlich markiert ist bzw. eindeutig beschrieben ist. Die Längenmessung erfolgt nur im Rahmen der Zulassung und jährlichen Gewichtskontrolle des Flugzeuges. Bei der Flugvorbereitung misst der Pilot nicht mit einem Maßband, sondern rechnet mit diesen Längenmaßen.
Beispielsweise ist bei der Cessna 172 der Bezugspunkt die Vorderseite der Firewall – das Brandschott zwischen dem Motor und der Kabine. Die Lage des Bezugspunktes ist für die Berechnungen egal, da sich alle Entfernungsangaben auf diesen Bezugspunkt beziehen. Es ist nur etwas ungünstig, wenn der Bezugspunkt zu dicht am Schwerpunkt liegt, da es dann gleichzeitig zu positiven und negativen Werten kommt.

### Rechnerische Bestimmung von Gewicht und Trimmung
Alle relevanten Einzelgewichte werden addiert (im Beispiel: 1047 kg). Ihre Summe darf nicht das zulässige Abfluggewicht überschreiten (im Beispiel: 1090 kg – laut Flughandbuch). Die Einzelgewichte sind: Gewicht des leeren Flugzeuges, der Piloten, Passagiere, Gepäck, Fracht, Treibstoff usw.
Für jede dieser Positionen ist im Flughandbuch die Länge des Hebelarmes (meist in cm), also die Entfernung vom Bezugspunkt angegeben (im Beispiel: 217 cm für Pilot und Passagier). Für die verschiedenen Sitzreihen sind unterschiedliche Hebelarme und Momente angegeben, ebenso für die verschiedenen Gepäckräume.
Durch Multiplikation von Gewicht und Hebelarm errechnet man das Moment (im Beispiel: Pilot und Passagier wiegen zusammen 150 kg ⋅ 217 cm = 32580 kg⋅cm). Die so errechneten Momente für die einzelnen Ladestationen werden addiert. So erhält man die Summe der Momente (im Beispiel: 240749).
Die Gesamtschwerpunktlage ergibt sich nun nach der Division von Gesamtmoment durch Gesamtgewicht.
{\displaystyle Schwerpunktlage[cm]={\frac {Gesamtmoment[cmkp]}{Gesamtgewicht[kp]}}}
(Im Beispiel: 240749 kg cm / 1047 kg = 229,9 cm)
| Beispiel für eine Masseberechnungen bei einem Leichtflugzeug | Beispiel für eine Masseberechnungen bei einem Leichtflugzeug | Beispiel für eine Masseberechnungen bei einem Leichtflugzeug | Beispiel für eine Masseberechnungen bei einem Leichtflugzeug |
| Station                                                      | Gewicht                                                      | Hebelarm                                                     | Moment                                                       |
|                                                              | [kg]                                                         | [cm]                                                         | [kg ⋅ cm]                                                    |
| ------------------------------------------------------------ | ------------------------------------------------------------ | ------------------------------------------------------------ | ------------------------------------------------------------ |
| Leeres Flugzeug (empty weight)                               | 651                                                          | 215                                                          | 139965                                                       |
| Pilot und Passagier                                          | 150                                                          | 217                                                          | 32580                                                        |
| Passagier 2 und 3                                            | 75                                                           | 300                                                          | 22500                                                        |
| Gepäckraum                                                   | 35                                                           | 362                                                          | 12670                                                        |
| Tank                                                         | 190 Liter {\displaystyle \rightarrow } 136,8 kg              | 241                                                          | 32969                                                        |
| Summe                                                        | 1047                                                         |                                                              | 240749                                                       |

In unserem Beispiel ist laut Flughandbuch die zulässige Grenzlage für den Schwerpunkt: vorne 227,3 cm, hinten 241,9 cm (CG range; Spanne für die Verschiebung des Schwerpunktes). Also liegt der errechnete aktuelle Wert für den Schwerpunkt mit 229,9 cm im zulässigen Bereich.
Das maximal zulässige Startgewicht von 1090 kg (laut Flughandbuch) wird bei einem aktuellen Startgewicht von 1047 kg nicht überschritten.
Hier noch ein weiteres Beispiel für eine Berechnungstabelle. In dieser noch nicht ausgefüllten Form steht die Tabelle im Flugzeughandbuch.
| Station                    | Gewicht × Hebelarm = Moment | Gewicht × Hebelarm = Moment  | Gewicht × Hebelarm = Moment  |
| Station                    | [kp]                        | [cm]                         | [cm ⋅ kp]                    |
| -------------------------- | --------------------------- | ---------------------------- | ---------------------------- |
| Leergewicht                | 278,1                       | 39,7                         | 11040,6                      |
| 1. Sitz                    |                             | 217                          |                              |
| 2. Kraftstoff              |                             | 300                          |                              |
| 3. Gepäck                  |                             | 362                          |                              |
| Gesamtgewicht:. . . . . kp | Gesamtgewicht:. . . . . kp  | Gesamtmoment:. . . . . cm⋅kp | Gesamtmoment:. . . . . cm⋅kp |

Im angloamerikanischen Bereich werden als Einheiten auch gerne lbs für das Gewicht (weight), inches für den Hebelarm und in-lb für das Moment verwendet.

### Grafische Bestimmung der Drehmomente
Für die grafische Bestimmung von Weight und Balance wird das Gesamtgewicht zusammengerechnet, wie bei der oben beschriebenen rechnerischen Ermittlung. Die Länge des Hebelarmes und das Moment wird dann allerdings grafisch ermittelt. Bild 1 zeigt ein Beispiel für so einen Graphen. Der Graph ist nicht mit der obigen Tabelle identisch, da er sich auf ein anderes Flugzeug bezieht.
In diesem Beispiel fliegt der Pilot alleine. Er hat ein Gewicht von 85 kg. Von der linken Seite der Grafik (Bild 2) wird eine waagerechte Linie bei 85 kg bis zur Geraden gezogen, die dem Hebelarm des Piloten entspricht (in unserem Beispiel: durchgezogene rote Linie). Von der Geraden wird dann senkrecht nach unten eine weitere Linie gezogen und das Moment (hier als Gewichtsmoment bezeichnet) abgelesen. In unserem Beispiel sind es 75 m⋅kg. Um die Zahlen nicht so groß werden zu lassen, hat sich der Flugzeughersteller entschlossen, für diese Tabelle m statt cm zu verwenden. 75 m⋅kg entsprechen 7500 cm⋅kg.
Die Steigung der verschiedenen Geraden für die verschiedenen Ladestationen drückt die Länge des Hebelarmes aus. Der Graph ersetzt also die Multiplikation von Gewicht und Hebelarm zwecks Ermittlung des Momentes.
Die ermittelten einzelnen Momente müssen dann allerdings wieder addiert werden. Zur Überprüfung, ob das Gesamtgewicht und die Summe der Momente im zulässigen Bereich liegt, wird ein weiterer Graph verwendet (Bild 3). Gewicht und Moment (Trimmung) müssen im roten Kasten liegen. Da das gegebene Leergewicht des Flugzeuges naturgemäß nicht unterschritten werden kann, wird in der Praxis der Kasten für den zulässigen Gewichts- und Momentbereich an den unteren Rand des Diagramms verschoben (Bild 4). Meist handelt es sich auch nicht um ein perfektes Rechteck, sondern um vielfältig abgewandelte Figuren. In Bild 4 darf beispielsweise bei hohen Abfluggewichten der Schwerpunkt nicht zu weit vorne liegen.
Bild 5 zeigt das Beladediagramm (Hüllkurve für das Masseschwerpunktmoment) für ein weiteres Flugzeug. Hier muss mit zunehmender Beladung der Gesamtschwerpunkt weiter hinten liegen. Weiterhin wird zwischen der Verwendung des Flugzeuges für den Privatbereich (engl. normal category) und für den gewerblichen Bereich (engl. utility category) unterschieden. Wobei für den gewerblichen Einsatz als Verkehrsmaschine wesentlich engere und strengere Anforderungen an Gewicht und Schwerpunktlage gestellt werden und ein weiter nach hinten verschobener Schwerpunkt nicht mehr zulässig ist.
Bild 6 zeigt ein Beispiel für die Anwendung des Diagramms. Rechnerisch wurde in diesem Beispiel ein Gesamtgewicht von 1020 kg ermittelt und ein Gesamtmoment von 1140 m⋅kg; die Einzelmomente dazu wurden mittels Graphen wie in Bild 1 ermittelt. Von beiden Zahlen wird eine Gerade in die Grafik gezogen. Da der Schnittpunkt innerhalb des zulässigen Bereichs im Diagramm liegt, ist Weight and Balance in Ordnung.

### Hubschrauber

weight & balance bei Hubschraubern

Auch wenn die Schwerpunktlage beim Start (blauer Stern) noch im zulässigen Bereich ist, kann sie insbesondere bei Hubschraubern im Verlaufe des Fluges den zulässigen Bereich verlassen (roter Stern), da durch den Treibstoffverbrauch das Gewicht abnimmt und der Schwerpunkt dann die engen zulässigen Grenzen über- oder unterschreiten kann. Eventuell muss im Verlauf des Fluges deshalb eine Schwerpunktverlagerung zur Korrektur der Gewichtsabnahme durchgeführt werden.

## Großflugzeuge
Fluggesellschaften lassen im Rahmen der Flugzeugabfertigung die Arbeit der Herstellung des Beladeplanes (engl. loadsheet; L/S) und des Trimmplanes (engl. trimsheet; T/S; oft ein gemeinsames Load & Trim-Sheet) mit der aufwendigen Ladeplanung oft durch einen Handlingspartner (engl. handling agent, ramp agent, load controller, weight and balance agent) ausführen, um den Piloten bei der Flugvorbereitung zu entlasten und die Blockzeiten zu verkürzen. Der Pilot muss dann aber in jedem Fall das fertige Loadsheet gegenzeichnen. Billigfluggesellschaften lassen das Loadsheets oft manuell von den Crews erstellen, um Kosten zu sparen. Bei kleineren Verkehrsflugzeugen (bis B737/A320) werden die Passagiere zur Schwerpunktberechnung oft nicht wie sie real sitzen vertrimmt, sondern mit dem sogenannten „Standardseating“ gesetzt (= gleichmäßige Sitzverteilung nach Dreisatz). Dadurch wird zwar die Schwerpunktlage des Flugzeuges nicht absolut genau ermittelt – das hat aber keinen Einfluss auf die Flugsicherheit, da solche geringen Ungenauigkeiten nicht relevant sind.
In vielen Fluggesellschaften bekommen die Piloten ein „computerised“ Loadsheet (mit den Gewichten für T/O Fuel, Trip fuel, Passagieren, Gepäck, Fracht usw.), mit dem sie sich dann ihr Trimsheet selber erstellen.
Die Lufthansa lässt für Abflüge ab Deutschland und große Teile Europas, Afrika und Asien ihre Loadsheets in den „Loadsheetzentralen“ Kapstadt, Istanbul und Brünn erstellen. Bei Ausfall des zentralen Load Control Systems haben die Piloten die Möglichkeit, das Loadsheet selbst auf ihrem dienstlichen Notebook zu erstellen. Lufthansa Cargo betreibt in Frankfurt ein eigenes „Weight & Balance“ Büro für die Abflüge in Frankfurt und einige europäische Stationen ohne eigene Loadsheeterstellung (z. Zt. Mailand und Amsterdam). Die Loadsheetdaten werden von dort manuell ausgedruckt in Papierform durch einen Fahrer zum Flugzeug gebracht und dort dem Ramp Agent übergeben. Dieser übergibt dann, nach Prüfung, das Loadsheet an den Flugzeugführer. Seltener werden, wie auch von den Loadsheetzentralen der Lufthansa Passage, die Daten über ACARS zum Piloten in das Cockpit übermittelt.
SAS hat diese Arbeit bereits nach Bangkok ausgelagert. Bei easyJet werden die Loadsheets vom Piloten mittels Computer an Bord erstellt.
Das Weight and Balance Manual (WBM) enthält alle Informationen die für die Berechnung der Masse und des Schwerpunktes des Flugzeugs notwendig sind. Die ATA iSpec 2200 schreibt in der zivilen Luftfahrt für das Weight and Balance Manual die entsprechenden zu verwendenden Bezeichnungen und Abkürzungen vor.